# Nesticus coreanus
Nesticus coreanus är en spindelart som beskrevs av Paik och Joon Namkung 1969. Nesticus coreanus ingår i släktet Nesticus och familjen grottspindlar. Inga underarter finns listade i Catalogue of Life.